# Sam Jensen Page
Samuel Jensen "Sam" Page (ur. 19 września 1974 w Salt Lake City) − amerykański dziennikarz, trener-spec od fitnessu w Los Angeles w Kalifornii, blogger, aktor gejowskich filmów pornograficznych. Prawnie zmienił nazwisko w sierpniu 2007 na nazwisko swojego partnera, Bronsona Page'a, przez Sąd Najwyższy w Los Angeles.

## Życiorys

### Wczesne lata
Urodził się 19 września 1974 w Murray na przedmieściach Salt Lake City w stanie Utah w rodzinie nawróconej na katolicyzm, choć jego rodzice byli pierwotnie Mormonami. Jako trzynastolatek został przedsiębiorcą, zakładając działalność gospodarczą Sam's Candy, Inc.. W 1991 roku przyznano mu tytuł „Młodego przedsiębiorcy roku”.
W 1992 został nominowany przez senatora Orrina Hatcha (R-Utah), a następnie powołany do United States Merchant Marine Academy w Kings Point w stanie Nowy Jork. Wkrótce jednak przeniósł się na Uniwersytet Gonzaga w Spokane, gdzie uzyskał tytuł licencjata na wydziale dziennikarstwa.

### Kariera
W roku 1996, gdy był redaktorem naczelnym pisma „Gonzaga Bulletin”, Society of Professional Journalists przyznało mu nagrody ufundowane dla zdobywców trzech pierwszych miejsc w organizowanym przez siebie konkursie dziennikarskim. Kariera Samuela w branży piśmienniczej rozwijała się, pracował on m.in. jako reporter „The Spokesman-Review”, dziennika wydawanego w Spokane.
W 1997 stał się znany jako pomysłodawca popularnego magazynu dla gejów „Hero”, który wydawany był regularnie aż do 2002 i w pewnym momencie zyskał sobie opinię „jednego z dziesięciu najpopularniejszych czasopism w Stanach Zjednoczonych”.
Przez rok Page używając wówczas pseudonimu Sam Tyson zajmował się pracą w charakterze fotomodela. Pojawił się na okładkach pism „Men”, „Unzipped” (Liberation Publications Inc.; luty 2003), „Playgirl” czy „Attitude”.
W latach 2002–2003 związał się z branżą pornograficzną i zagrał w kilku filmach erotycznych przeznaczonych dla gejowskich odbiorców, w tym 2 The Movie (2002) w reżyserii Chi Chi LaRue.
W 2003 wystąpił na deskach Hyde Park Theatre w Austin w stanie Teksas w sztuce Joego Baileya i Ronniego Larsena My Boyfriend the Stripper.
Ostatecznie zajął się fitnessem. Podjął pracę jako osobisty trener, operuje trzema klubami fitness w Południowej Kalifornii.